# Druhá vláda Andruse Ansipa

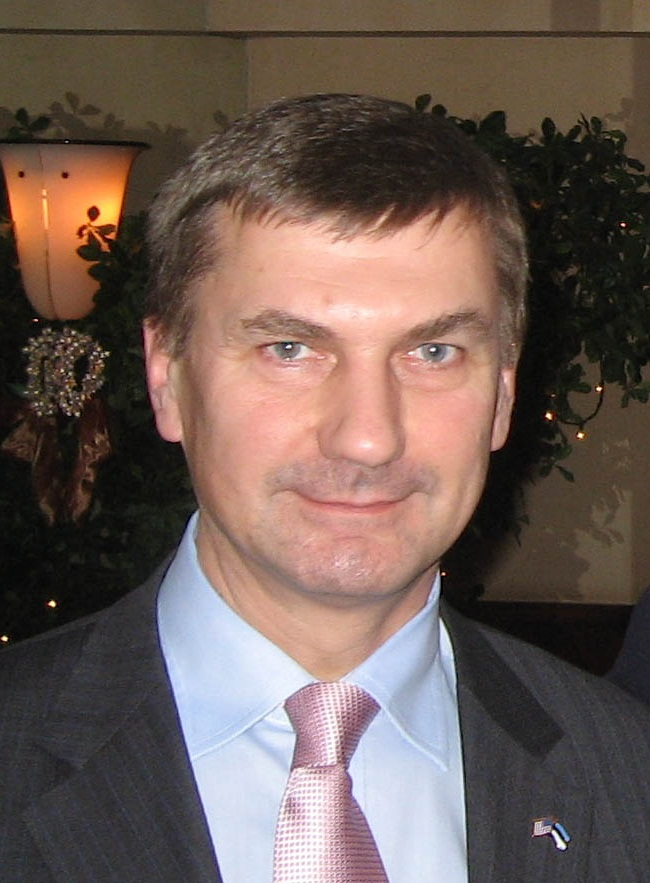
Předseda vlády Andrus Ansip.

Druhá vláda Andruse Ansipa byla vláda Estonské republiky od 5. dubna 2007 do 4. dubna 2011.

## Složení vlády
| Funkce                                | Jméno               | Funkční období        | Strana | Strana         |
| ------------------------------------- | ------------------- | --------------------- | ------ | -------------- |
| Premiér                               | Andrus Ansip        | 05.04.2007–04.04.2011 |        | Reformierakond |
| Ministr školství a výzkumu            | Tõnis Lukas         | 05.04.2007–04.04.2011 |        | IRL            |
| Ministr spravedlnosti                 | Rein Lang           | 05.04.2007–04.04.2011 |        | Reformierakond |
| Ministr obrany                        | Jaak Aaviksoo       | 05.04.2007–04.04.2011 |        | IRL            |
| Ministr životního prostředí           | Jaanus Tamkivi      | 05.04.2007–04.04.2011 |        | Reformierakond |
| Ministryně kultury                    | Laine Jänes         | 05.04.2007–04.04.2011 |        | Reformierakond |
| Ministr hospodářství a infrastruktury | Juhan Parts         | 05.04.2007–04.04.2011 |        | IRL            |
| Ministr financí                       | Ivari Padar         | 05.04.2007–21.05.2009 |        | SDE            |
| Ministr financí                       | Jürgen Ligi         | 04.06.2009–04.04.2011 |        | Reformierakond |
| Ministryně pro obyvatelstvo           | Urve Palo           | 05.04.2007–21.05.2009 |        | SDE            |
| Ministr pro regiony                   | Vallo Reimaa        | 05.04.2007–22.01.2008 |        | IRL            |
| Ministr pro regiony                   | Siim-Valmar Kiisler | 22.01.2008–04.04.2011 |        | IRL            |
| Ministr vnitra                        | Jüri Pihl           | 05.04.2007–21.05.2009 |        | SDE            |
| Ministr vnitra                        | Marko Pomerants     | 04.06.2009–04.04.2011 |        | IRL            |
| Ministr/yně sociálních věcí           | Maret Maripuu       | 05.04.2007–23.02.2009 |        | Reformierakond |
| Ministr/yně sociálních věcí           | Hanno Pevkur        | 23.02.2009–04.04.2011 |        | Reformierakond |
| Ministr zahraničních věcí             | Urmas Paet          | 05.04.2007–04.04.2011 |        | Reformierakond |
| Ministr zemědělství                   | Helir-Valdor Seeder | 05.04.2007–04.04.2011 |        | IRL            |